# Ізварине
Ізва́рине — селище в Україні, у Сорокинській міській громаді Довжанського району Луганської області. З 2014 року — тимчасово окуповане російськими загарбниками.

## Географія
Часовий пояс — UTC+2, з переходом на літній час UTC+3. Загальна площа Ізвариного — 7,82 км². Довжина смт Ізварине з півночі на південь — 2,8 км, зі сходу на захід — 2,7 км.
Селище міського типу розташоване у східній частині Донбасу, на лівому березі річки Велика Кам'янка, на кордоні з Росією та за 9 км від Сорокиного. Географічно належить до степової зони.
У смт розташований пропускний пункт «Ізварине — Донецьк» на кордоні з Росією. Через селище пролягає автошлях міжнародного значення М30E40.

## Історія
Ізварине засноване на початку 1914 року як гірниче селище. Першими поселенцями були російські та українські селяни, а також завербовані китайці, які в пошуках заробітку приїхали на рудник. У квітні 1917 року в Ізварине утворена Рада робочих і солдатських депутатів, яка ззаймалася націоналізацією шахт, організовувала видобуток вугілля, встановлювала восьмигодинний робочий день, постачала селище продовольством. У квітні 1918 року в Ізвариному білокозаки закатували керівників Сорокинської ради А. Ф. Бикова та Г. Т. Дорошева та скинули їх тіла у шурф шахти за селищем. Іменем Афанасія Бикова названа одна з вулиць селища.
Гірники Ізвариного вписали чимало героїчних сторінок у трудову славу шахтарів Донбасу. На 1-шій Всесоюзній нараді стахановців у листопаді 1935 року гірників селища представляв вибійник Т. М. Саранча.
15 липня 2014 року, в ході російсько-української війни терористи з російськими окупантами обстріляли підрозділи  Збройних сил України, декількох поранених вимушено вивезли до російського госпіталю.
12 червня 2020 року, відповідно до розпорядження Кабінету Міністрів України № 717-р «Про визначення адміністративних центрів та затвердження територій територіальних громад Луганської області», селище міського типу увійшло до складу Сорокинської міської громади.
17 липня 2020 року, в результаті адміністративно-територіальної реформи та ліквідації Сорокинського районів, селище увійшло до складу новоутвореного Довжанського району.
7 вересня 2023 року в тимчасово окупованому Ізварине українські партизани знищили так звану «виборчу дільницю» шляхом підпалу.

## Населення

### Мова
Розподіл населення за рідною мовою за даними перепису 2001 року:
| Мова            | Кількість | Відсоток |
| --------------- | --------- | -------- |
| російська       | 1984      | 94.88%   |
| українська      | 87        | 4.16%    |
| циганська       | 4         | 0.19%    |
| вірменська      | 4         | 0.19%    |
| румунська       | 1         | 0.05%    |
| інші/не вказали | 11        | 0.53%    |
| Усього          | 2091      | 100%     |

За даними перепису 2001 року населення смт становило 2091 особу, з них 4,16 % зазначили рідною мову українську, 94,88 % — російську, а 0,96 % — іншу.

## Об'єкт соціальної сфери
- Ізваринська загальноосвітня школа І—III ступенів № 19 (вул. Шкільний, 1)[7].

## Персоналії
Уродженці селища:
- Шевирьов Олександр Іванович (1917—1991) — Герой Радянського Союзу.
- Шевцова Любов Григорівна (1924—1943) — Герой Радянського Союзу.